# Volcán Quizapú
El Quizapú y su vecino Cerro Azul, son un complejo volcánico activo de 3788 m s. n. m., ubicado en la comuna de San Clemente, Región del Maule. En estricto rigor, corresponde a una chimenea secundaria del volcán Descabezado Grande, surgida en 1846, que junto con el Cerro Azul forma este conjunto volcánico. Es parte de la Zona Volcánica Sur de los Andes. Posee un cráter en la cumbre que cuenta con 700 metros de ancho y se abre hacia el norte. Debajo de la cumbre, el volcán cuenta con numerosos conos de escoria y respiraderos de flanco.
El Quizapú / Cerro Azul es el responsable de algunas de las erupciones más grandes registradas en Sudamérica en 1846 y en 1932. En 1846; una erupción efusiva formó la abertura en el sitio que hoy se encuentra el cráter del Quizapú, en la cara norte del Cerro Azul. Esta erupción dio paso a un campo de lava de 8 a 9 kilómetros cuadrados. El 10 de abril de 1932; el Quizapú registró una erupción de tipo pliniana, una de las más fuertes que se ha registrado en Chile, el cual arrojó cenizas hasta lugares tan lejanos como Buenos Aires, el sur de Brasil y Montevideo. La última erupción del volcán ocurrió en 1967.
El cinturón volcánico de los Andes registra un largo historial de erupciones y representa una amenaza para la región circundante. A pesar de su inactividad, el Quizapú podría producir una erupción mayor a las anteriores. Todo peligro de actividad -desde caída de cenizas hasta una colada piroclástica- podría significar un riesgo para los seres humanos y la vida animal. En caso de esta situación, la ayuda y el salvataje se organizarían rápidamente. Organizaciones como el Volcano Disaster Assistance Program (VDAP), se especializan en la asistencia y evacuación de personas amenazadas por la actividad volcánica a sus alrededores.

## Geografía y geología

### Entorno regional
El vulcanismo en los andes chilenos se produce por la subducción de las placas de Nazca y Antártica debajo de la Placa Sudamericana. Los volcanes de Chile se encuentran en las zonas Central (ZVC), Sur (ZVS) y Austral (ZVA) del cinturón volcánico andino. El espacio que separa la Zona Volcánica Central (ZVC) de la Zona Volcánica Sur (ZVS) se da por una subducción de superficie angular en la losa plana pampeana, donde la Dorsal de Juan Fernández subduce por debajo del territorio continental sudamericano. La dorsal evita que la parte subducida de la placa se introduzca profundamente en el manto, donde el calor y la presión desestabilizarían la clorita, lo que provocaría la liberación de agua y esto a su vez vulcanismo. El espacio volcánico patagónico, el cual separa las zonas volcánicas sur y austral, es causa de la Dorsal de Chile, aunque es poco claro si este espacio se originó también por un ángulo de baja subducción. Otra teoría de como surgió este espacio es que en el lugar de fusión de la placa en subducción se formaron rocas ígneas félsicas en lugar de volcanes. El vulcanismo también está presente en las costas chilenas. Este vulcanismo intraplaca, generado por los hotspots de Isla de Pascua y Juan Fernández, dio origen a islas del pacífico chileno, entre ellas las Isla Salas y Gómez, Isla de Pascua y el archipiélago de Juan Fernández. El vulcanismo bajo el agua ocurre debido a la expansión del fondo oceánico a lo largo de la Dorsal de Chile.
En Chile existen alrededor de cien volcanes independientes formados en el Cuaternario (era del Holoceno o Pleistoceno), además de sesenta complejos volcánicos, los que presentan calderas volcánicas. De los 200 volcanes históricamente activos de los Andes, 36 se encuentran en Chile.

### Entorno local

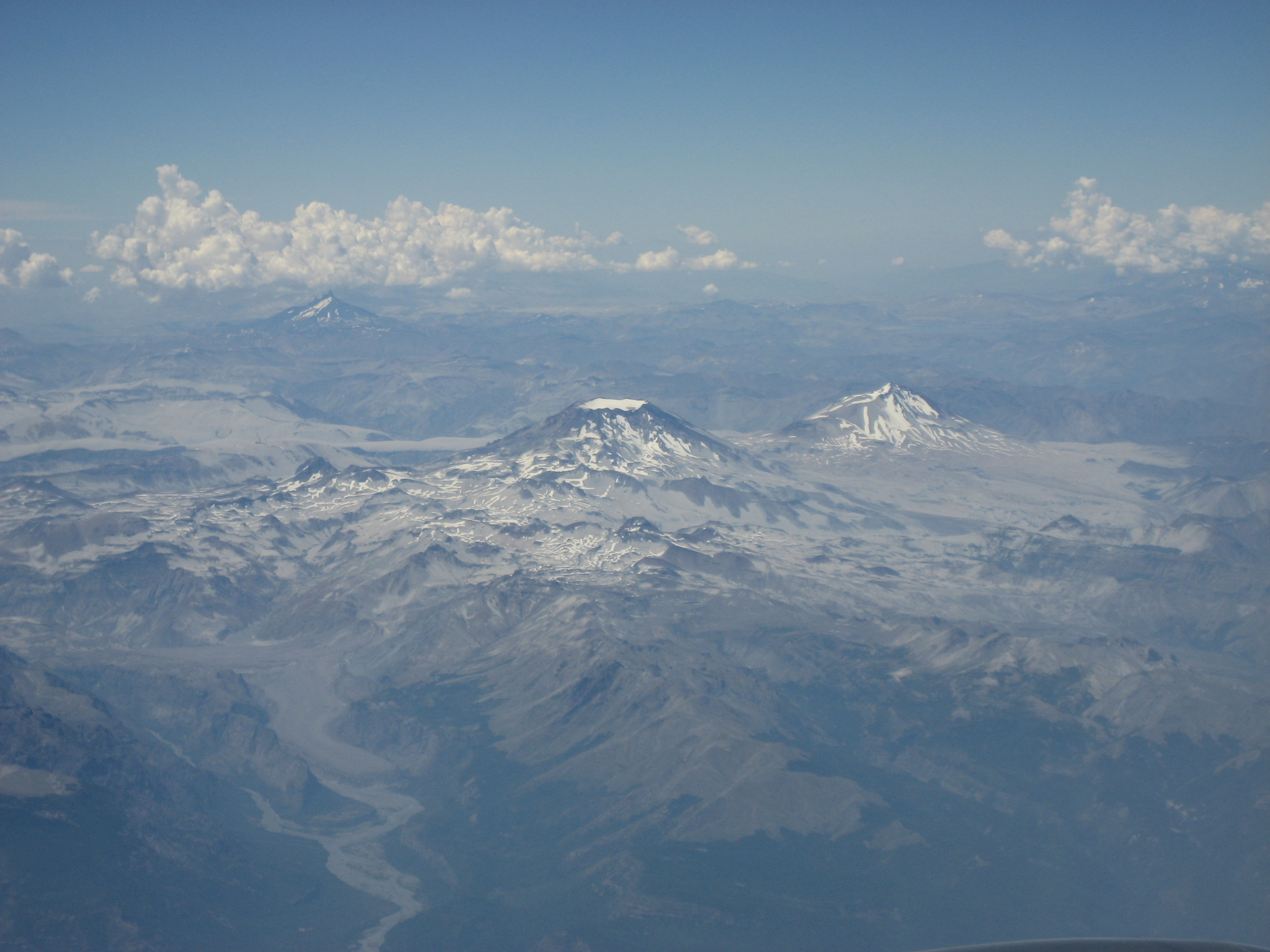
La montaña con apariencia de un cono truncado, en el centro de la imagen, es el volcán Descabezado Grande, y la montaña de forma piramidal a su derecha es el Cerro Azul.

El Quizapú forma parte de la Zona Volcánica Sur (ZVS), la cual se extiende desde la zona central de Chile hasta el sur de Argentina. La zona incluye al menos nueve complejos volcánicos, más de setenta estratovolcanes y campos volcánicos que han permanecido activos en el Cuaternario, además de algunos centros eruptivos menores. La Zona Volcánica Sur es la región volcánica más activa de Chile, donde se produce al menos una erupción por año. La mayor erupción registrada fue en el cráter del Quizapú, en 1932, localizado en el lado norte de la cima del Cerro Azul, mientras que los volcanes más activos son el Llaima y Villarrica.
El Quizapú, ubicado a 7 kilómetros al sur del Descabezado Grande, es parte del complejo volcánico Descabezado Grande-Cerro Azul, que comprende dos grandes edificaciones volcánicas homónimas, varios respiraderos de menor tamaño y doce calderas del Holoceno. Ambos volcanes se encuentran en la parte superior del escudo volcánico Casitas, una meseta conformada por más de cien flujos de lava que hizo erupción en al menos doce episodios volcánicos durante el período Cuaternario. Las capas superiores de lava datan de unos 340 mil años.
Al igual que la mayoría de los volcanes de los Andes, el volcán Quizapú es un estratovolcán, es decir que consiste en capas, o estratos, de ceniza volcánica y coladas de lava. El cono del volcán Quizapú tiene un volumen total de 11 km³, el que está compuesto de piroclastos aglutinados y, en menor cantidad, de lavas de dacita y andesita. Este cono tiene un par de cráteres volcánicos; la mayoría de sus erupciones registradas se han originado en el Cráter Quizapú, en el flanco norte del cráter del cono del Cerro Azul. Otros cráteres ubicados en los flancos del cono principal son el Cráter Caracol, Cráter los Quillayes, Cráter la Resolana y Cráter sin Nombre. Todos los cráteres se ubican entre los 2000 y 3000 m s. n. m. a excepción del Cráter Quizapú, el cual está a 3292 m s. n. m. La cima del Cerro Azul está coronada por un cráter asimétrico de alrededor de 500 metros de diámetro.